# Osterwaldiella monostricta
Osterwaldiella monostricta är en bladmossart som beskrevs av Fleischer och Brotherus 1925. Osterwaldiella monostricta ingår i släktet Osterwaldiella och familjen Pterobryaceae. Inga underarter finns listade i Catalogue of Life.